# Wapen van Kollumerzwaag

Wapen van Kollumerzwaag

Het wapen van Kollumerzwaag is het dorpswapen van het Nederlandse dorp Kollumerzwaag, in de Friese gemeente Noardeast-Fryslân. Het wapen werd in 1976 geregistreerd.

## Beschrijving
De blazoenering van het wapen luidt als volgt:
In goud een stinstoren, driemaal gekanteeld, met een aan de bovenzijde halfronde deur en vier vensters en twee windvanen, alles van rood, met twee brede groene palen, uitgaande van de linker en rechter schildrand, elk beladen met een afgewende gouden korenaar".
De heraldische kleuren zijn: goud (goud), keel (rood), sinopel (groen).

## Symboliek
- Burcht: verwijst naar de drie stinsen die in het dorp stonden en die op last van de stad Groningen afgebroken werden.[2]
- Korenaren: duidt op de landbouw als voornaamste inkomstenbron.[2]
- Groene palen: staan voor de veeteelt die prominenter is geworden.[2]

## Zie ook

Vlag van Kollumerzwaag